# سو سنگ شنگ
سو سنگ شنگ (چینی: 蘇貞昌؛ زادهٔ ۲۸ ژوئیهٔ ۱۹۴۷) یک سیاست‌مدار اهل تایوان که از ۲۵ ژانویه ۲۰۰۶ تا ۲۱ مه ۲۰۰۷ نخست‌وزیر این کشور بود.